# Ponzifraude

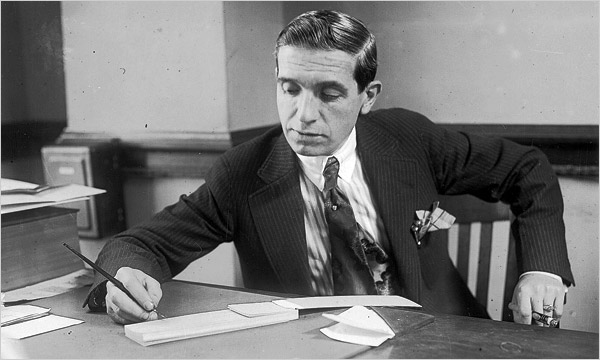
Charles Ponzi, 1920

Ponzifraude is een methode om mensen op te lichten door een belegging aan te bieden waarbij de uitbetaalde gelden (deels) worden gefinancierd uit de inleg van nieuwe klanten. Vaak biedt de oplichter daarbij een rendement aan dat erg hoog is bij een laag voorgespiegeld risico.
Ponzifraude is vernoemd naar Charles Ponzi, een Amerikaan van Italiaanse afkomst.
Met ponzifraude wordt de schijn gewekt van een zeer succesvolle belegging, waardoor steeds meer gegadigden worden aangetrokken. Deelnemers worden verzocht hun bijdrage in te leggen, waarbij hen ook hoge rendementen worden voorgespiegeld. In werkelijkheid wordt het ingelegde geld helemaal niet gebruikt om in productieve activiteiten te investeren. Vaak wordt beweerd dat men een revolutionaire beleggingsmethode heeft gevonden. De rendementen lijken aanvankelijk ook te worden gehaald en uitgekeerd, waarna meer mensen zich inschrijven. Ook hierbij worden echter de uitkeringen betaald met de bijdragen van nieuwkomers.
Ponzifraude vertoont sterke overeenkomsten met piramidespelen, al zijn er enkele verschillen: bij ponzifraude zijn het niet de bestaande deelnemers die nieuwe deelnemers moeten zoeken, maar zijn het de organisatoren die dit doen. Deelnemers krijgen geen uitkering afhankelijk van het aantal nieuwelingen dat ze binnenbrengen, maar afhankelijk van de tijdsduur en de grootte van de inleg. Dit maakt het ook makkelijk om de constructie te vermommen als een beleggingsproduct. Een geval van ponzifraude zal in stand blijven zolang de nieuwkomers genoeg inleggen om de zogenaamde winsten uit te betalen. Het zou er zo uit kunnen zien:
- A start een ponzifraudeschema en belooft een rendement van 50% per maand. B en C schrijven ieder voor 1000 in (A heeft nu 2000)
- Maand 1: A betaalt B en C hun inleg plus rendement uit (A heeft nu -1000, dit verschil schiet hij uit eigen zak voor om vertrouwen te creëren)
- Maand 2: B en C vertellen aan anderen dat ze zoveel hebben verdiend via A. Hierdoor schrijven D, E, F, G en H zich in en brengen samen 5000 in (A heeft nu 4000)
- Maand 3: Ook D t/m H zijn enthousiast waardoor I t/m Z zich inschrijven voor een totaal van 18000. D t/m H krijgen in totaal 2500 extra (A heeft nu 14500, want van de 22000 die A dan bezit, wordt 7500 uitgekeerd)
- Maand 4: I t/m Z zijn ook wel enthousiast maar er is niemand meer over die het vertrouwt en nog niet ingeschreven is. A vindt dus geen geïnteresseerden meer en verdwijnt met zijn winst, I t/m Z zijn hun geld kwijt

In bovenstaand geval is het ook mogelijk dat A de deelnemers kan overtuigen het geld in zijn fonds te blijven investeren. Op deze wijze hoeft hij niets uit te betalen maar bouwt hij bedrijfseconomisch een schuld op die zijn geldelijke bezittingen ver overtreffen. De schuld groeit dan immers per deelnemer per maand met het beloofde 50% rendement aan, terwijl in werkelijkheid A het geld niet in een investering heeft gestopt die dit rendement kan bieden.
Hoewel ponzifraude van tevoren gearrangeerd kan zijn, is het ook mogelijk en komt het zelfs vaak voor dat investeringsplannen evolueren tot ponzifraudes. Vaak zijn hoge kosten of tegenvallend rendement de oorzaak, waardoor de transactie onvoldoende opbrengsten genereert om de investeerders te betalen. De organisator raakt in het nauw en besluit als noodoplossing het geld van nieuwe investeerders aan te wenden voor betaling van de kosten of rendementen. Om te voorkomen dat beleggers erachter komen wat hij heeft gedaan en alsnog hun geld terugvragen, wordt de boekhouding vaak vervalst. Wanneer hij makkelijk geld uit de markt kan trekken bestaat de kans dat hij het nogmaals probeert, en na verloop van tijd houdt de transactie zich nauwelijks meer bezig met nieuwe investeringen, maar worden uitkeringen betaald met inleggen van nieuwkomers. Het oorspronkelijk bonafide investeringsplan is nu verworden tot een ponzischema.
Omdat bij ponzifraude de baat voor de kost uit gaat, zal de organisator de beloofde rendementen aanvankelijk makkelijk kunnen betalen en er zelf een flink bedrag aan overhouden. Het is overigens de kunst van een ponzifraudeur om de gelden voornamelijk niet cash uit te betalen op de vervaldag, maar opnieuw renderend uit te zetten. Dus inlegbedrag plus de beloofde rendementen. Wanneer de gelden niet in cash worden opgevraagd, kan hij de fraude jarenlang volhouden, hoewel kleinere betalingen in cash soms wel kunnen voorkomen om wantrouwen weg te nemen. Middels valse bankoverzichten en andere financiële statements zal de ponzifraudeur de gelduitleners zand in de ogen strooien en het doen voorkomen alsof de investering goed rendeert. Dit blijft goed gaan tot er op een bepaald moment te weinig deelnemers bij komen en/of te veel geldverstrekkers hun ingelegde geld proberen op te nemen. Op zo'n moment zal bij de fraudeur een liquiditeitstekort optreden (omdat er immers geen legitieme investeringen zijn, is het programma niet robuust) en zal de fraude aan het licht komen. Vaak gebeurt dit wanneer de markt het vertrouwen verliest en de stemming omslaat. Dit was bijvoorbeeld het geval bij Bernard Madoff. Slechte publiciteit kan dan ook funest zijn voor ponzifraude en deze doen instorten.
Ponzifraude lijkt op een piramidespel maar houdt langer stand omdat er minder nieuwe deelnemers vereist zijn. Bernard Madoffs ponzifraude hield bijvoorbeeld bijna 30 jaar stand omdat hij een goed maar niet excessief rendement bood. De markt wordt dus minder snel "leeggevist". Ponzifraudeschema's worden soms abusievelijk ook piramidespelen genoemd.
Het willens en wetens deelnemen aan een ponzifraude, zelfs tijdens de laatste deelnameronde van de fraude, kan financieel gezien een rationele beslissing zijn als de staat de gedupeerden financieel te hulp schiet. Anderzijds kunnen verkregen winsten (bijvoorbeeld in de VS) gezien worden als onrechtmatig verkregen inkomsten, waardoor de staat of de curator "winnaars" kan verplichten hun winst terug te betalen, ook indien zij nadien het geld in de fraude geherinvesteerd en vervolgens (nog meer) verloren hebben. In een dergelijk geval kan het beter zijn het verlies te accepteren en geen claim in te dienen.

## (Mogelijke) gevallen van ponzifraude
- Charles Ponzi begon in 1920 met een investeringsplan waarbij gelden van investeerders zouden worden gebruikt voor arbitrage. De rendementen werden echter betaald met de inleg van nieuwkomers, en na 6 maanden werd Ponzi gearresteerd. Voortaan werd dit type fraude hierdoor naar Charles Ponzi genoemd.
- Een systeem van ponzifraudezaken in Albanië in de jaren 90 leidde tot een landsbrede anarchie.
- In de jaren '90 maakte Jean-Pierre Van Rossem van een gelijkaardige methode gebruik via zijn beursbeleggingsbedrijf Moneytron, waarbij hij eindeloze winsten beloofde aan zijn klanten. Hij werd uiteindelijk veroordeeld en Moneytron ging failliet.
- De entertainer/zanger/zakenman "Polka King" Jan Lewandowski, zie Jan Lewan, is in 2004 veroordeeld tot 5 jaar gevangenisstraf wegens het oplichten van meer dan 400 beleggers. Over hem zijn documentaires en zelfs een film (vanaf 2018 op Netflix) gemaakt.
- De oplichter René van den Berg werd op 14 augustus 2006 veroordeeld wegens het opzetten van een ponzifraude in Nederland.
- Ook de zakenman Bernard Madoff is op 11 december 2008 gearresteerd wegens het oplichten van beleggers in zijn bedrijf voor ruim 50 miljard dollar. Dit is bereikt door het hanteren van ponzifraude. Het is een van de grootste fraudezaken ooit. Madoff gaf investeerders de garantie van een rendement van 10 procent.
- Begin februari 2009 werd Allen Stanford beschuldigd van grootschalige fraude via het ponzisysteem.
- Een fraudezaak in Nederland is die van Johny Schabregs, die op 4 mei 2016 werd veroordeeld tot een gevangenisstraf van drie jaar voor het medeplegen van ponzifraude en gewoontewitwassen met zijn bedrijf PlanB4You B.V.[2]